# Зиглер (Илиноис)
Зиглер (енгл. Zeigler) град је у америчкој савезној држави Илиноис. По попису становништва из 2010. у њему је живело 1.801 становника.

## Демографија
Према попису становништва из 2010. у граду је живело 1.801 становника, што је 132 (7,9%) становника више него 2000. године.
| Група             | 2000.         | 2010.         |
| Белци             | 1.643 (98,4%) | 1.745 (96,9%) |
| Афроамериканци    | 3 (0,2%)      | 6 (0,3%)      |
| Азијати           | 2 (0,1%)      | 1 (0,1%)      |
| Хиспаноамериканци | 8 (0,5%)      | 20 (1,1%)     |
| Укупно            | 1.669         | 1.801         |